# Djupfjorden (Moskenes)
 For alternative betydninger, se Djupfjorden. (Se også artikler, som begynder med Djupfjorden)
Djupfjorden er en vig af Vestfjorden i Moskenes kommune i Nordland fylke  i Norge. Den  går to kilometer i nordvestlig retning fra indløbet mellem Djupfjordodden i nord og Djupfjordbøan i syd hvor Europavej E10 krydser via den 259 meter lange Djupfjordbroen.
Vigen ligger midt mellem Moskenes og Reine, omgivet af de høje fjelde Reinebringen (448 moh.) på nordsiden, Munken (717 moh.) i fjordbunden og Gylttinden (543 moh.) i syd.  Fra det trange indløb udvider Djupfjorden sig gradvis til 700 meter. Dette kombineret med den lavvandede indløb gør den til en karakteristisk tærskelfjord.